# زیردریایی یو-۶۰۴
زیردریایی یو-۶۰۴ (به انگلیسی: German submarine U-604) یک زیردریایی است که طول آن ۶۷٫۱ متر (۲۲۰ فوت ۲ اینچ) می‌باشد. این زیردریایی در سال ۱۹۴۱ ساخته شد.